# Bosanska Krupa (kommun)
Kommunen Bosanska Krupa (bosniska: Grad Bosanska Krupa, kyrillisk skrift: Град Босанска Крупа) är en kommun i kantonen Una-Sana i nordvästra Bosnien och Hercegovina. Kommunen hade 25 545 invånare vid folkräkningen år 2013, på en yta av 566,73 km².
Av kommunens befolkning är 92,30 % bosniaker, 4,93 % serber, 0,56 % muslimer, 0,53 % bosnier, 0,46 % romer och 0,26 % kroater (2013).